# باشگاه فوتبال کیفن
باشگاه فوتبال کیفن (فنلاندی: Kiffen) یک باشگاه فوتبال در شهر هلسینکی، فنلاند است.
این باشگاه که در سال ۱۹۰۸ تأسیس شده سابقه ۴ قهرمانی در لیگ برتر فوتبال فنلاند را در کارنامه دارد.